# الصعود إلى المئذنة
الصعود الى المئذنة هي رواية من تأليف احمد حرب، نُشرت عام 2008 عن دار الشروق للنشر والتوزيع في عمّان. تقع الرواية في 148 صفحة. تتناول الفترة الزمنية بين نكبة 1948 ونكسة 1967، مسلطةً الضوء على الأوضاع الاجتماعية والسياسية في قرية "العين" الواقعة بين بئر السبع والخليل.

## نبذة
يروي القصة يسير خليل يقظان، الذي وُلد عام 1940 في مغارة بالقرية. من خلال سرده، يستعرض الكاتب بساطة الحياة الريفية، وتأثير الخطاب السياسي والديني السائد آنذاك، والذي أسهم في الهزيمة. تتطرق الرواية إلى شخصيات مثل "قنديل"، التلميذ المشاكس، و"ريحانة"، الفتاة التي تواجه تحديات مجتمعية. تُبرز الرواية كيف أن الإعلام العربي آنذاك كان يروج لانتصارات وهمية، مما أدى إلى صدمة كبيرة عند اكتشاف الحقيقة. يُجسد ذلك مشهد رفع المختار لقطعة قماش بيضاء على المئذنة، رمزًا للاستسلام، وهو ما يشير إليه العنوان. من خلال هذه السردية، ومن خلال الشخصيات، تقدم الرواية نقدًا للمجتمع الفلسطيني في تلك الفترة، مسلطة الضوء على التحديات والصراعات الداخلية التي أسهمت في الهزيمة
.

## الشخصيات
- يسير خليل يقظان: الراوي والشخصية الرئيسية في الرواية، وُلد عام 1940 في قرية العين الواقعة بين بئر السبع والخليل. من خلال سرده، يقدم نظرة على حياة القرية والتغيرات التي شهدتها خلال تلك الفترة.
- قنديل: تلميذ مشاكس في مدرسة القرية، يتميز بطرحه أسئلة محرجة للشيخ، مما يسلط الضوء على التحديات التعليمية والثقافية في المجتمع الريفي آنذاك.
- ريحانة: فتاة من القرية، تتعرض لاعتداء من أحد الجنود، مما يؤدي إلى حملها وزواجها منه ورحيلها عن القرية. تعكس قصتها قضايا الشرف والتحديات التي تواجه المرأة في المجتمع التقليدي.
- أبو حسين: رجل من القرية، يُعرف بحادثة خوفه خلال مواجهة مع اليهود، حيث بال في سرواله، مما جعله عرضة للسخرية والإهانة من قبل أهل القرية.
- صالح عبد الرحمن: شاب يهوى الموسيقى والرقص، يواجه ضغوطًا اجتماعية بسبب اهتماماته التي لا تتوافق مع توقعات المجتمع، مما يدفعه للانسحاب والعيش مع مجموعة من "النور" على أطراف القرية.
- دودي القعقاع: شخصية تُعتبر غريبة الأطوار في القرية، يتم نبذه واستبعاده من المناسبات الاجتماعية، مما يعكس كيفية تعامل المجتمع مع الأفراد المختلفين.
- الشيخ: يعمل مؤذن وخطيب ومعلم في القرية، يمثل السلطة الدينية والتعليمية، ويعكس دوره تأثير الخطاب الديني على حياة الناس.
- المختار: زعيم القرية، يتخذ قرار رفع الكوفية البيضاء على المئذنة كعلامة على الاستسلام خلال حرب 1967، مما يجسد حالة الهزيمة والانكسار التي عاشها المجتمع.[3]